# Sphaerodactylus becki
Sphaerodactylus becki este o specie de șopârle din genul Sphaerodactylus, familia Gekkonidae, descrisă de Schmidt 1919. Conform Catalogue of Life specia Sphaerodactylus becki nu are subspecii cunoscute.